# Prątnik (kolonia)
Prątnik (niem. Marienfelde) – kolonia w Polsce, położona w województwie warmińsko-mazurskim, w powiecie braniewskim, w gminie Braniewo.
Leży przy drodze krajowej nr .
Do 2024 r. miejscowość była kolonią wsi Zawierz. W latach 1975–1998 kolonia administracyjnie należała do województwa elbląskiego.